# Intel SDK-85
Intel SDK-85 (SDK-85) је професионални рачунар фирме Intel који је почео да се производи у Сједињеним Америчким Државама током 1977. године.
Користио је 8085A микропроцесорску јединицу а RAM меморија рачунара је имала капацитет од 256 бајтова, прошириво до 512 бајтова. 
Као оперативни систем кориштен је монитор у РОМ-у.

## Детаљни подаци
Детаљнији подаци о рачунару SDK-85 су дати у табели испод.
|                       |                                                |
| [ 1 ]                 |                                                |
| Произвођач            |                                                |
| Тип                   | професионални рачунар                          |
| Меморија              | 256 бајтова, прошириво до 512 бајтова          |
| Поријекло             | Сједињене Америчке Државе                      |
| Година                | 1977                                           |
| Тастатура             | 24-тастера хексадецимална                      |
| Процесор              |                                                |
| Фреквенција процесора | 3                                              |
| RAM                   | 256 бајтова, прошириво до 512 бајтова          |
| ROM                   | 2 KB                                           |
| Текст                 |                                                |
| Графика               |                                                |
| Боја                  |                                                |
| Звук                  | да                                             |
| Димензије             | 30,5 (ширина) x 25,7 (дубина) x 1,3 (висина) . |
| Портови               |                                                |
| Оперативни систем     | монитор у РОМ-у                                |